# Manuel de Sandoval y Cutolí
Manuel de Sandoval y Cutolí (Madrid, 1 de gener de 1874 - 12 d'octubre de 1932) va ser un escriptor i docent madrileny, acadèmic de la Reial Acadèmia de Còrdova i de la Reial Acadèmia Espanyola.
Pertanyia a una família acomodada, descendent del duc de Lerma. Estudià dret i filosofia i lletres a la Universitat de Madrid i en 1898 aconseguí plaça de catedràtic de retòrica i poètica a centres d'ensenyament secundari de Terol, Sòria, Burgos, Còrdova (1905-1920), Toledo (1920-1930) i Madrid (1930-1932).
Durant la seva estada a Còrdova, on fou catedràtic de literatura preceptiva a l'Institut Provincial, va participar en nombrosos centres socials i culturals i fou acadèmic de la Real Academia de Ciencias, Bellas Letras y Nobles Artes de Córdoba, mentre que el 1907 ingressà a la Reial Acadèmia Espanyola com a corresponent i el 1919 com a acadèmic de número. Va prendre possessió l'1 de febrer de 1920 amb el discurs Lo inconsciente y lo voluntario en las obras literarias y poéticas. A la seva mort l'Ajuntament de Còrdova li va dedicar un carrer.

## Obres
- Prometeo (1893)
- Aves de paso (1904)
- Cancionero (1909)
- Musa castellana (1911)
- De mi cercado (1912)
- Renacimiento (1915)
- Aún hay sol (1925)
- El abogado del diablo (1916)